# Lijst van rivieren in Gabon
Dit is een lijst van rivieren in Gabon. De rivieren in deze lijst zijn geordend naar drainagebekken en de opeenvolgende zijrivieren zijn ingesprongen weergegeven onder de naam van elke hoofdrivier.

## Atlantische Oceaan

Kaart van Gabon.

- Campo (Ntem)
  - Kyé
  - Nyé
- Benito (Mbini, Woleu)
- Utamboni
- Noya
- Komo
  - Mbeya
- Ogooué
  - Ngounie
    - Ikoy
      - Ikobe
      - Oumba

    - Ovigui
    - Dollé
    - Ogoulou
    - Louetsié
    - Ngongo

  - Mbini
  - Abanga
    - Nkan

  - Okano
    - Lara

  - Ngolo
  - Offoue
  - Nke
  - Ivindo
    - Mvung
      - Kuye

    - Mounianghi
    - Libumba
      - Lodié

    - Oua
    - Djadie
    - Djoua
    - Aïna

  - Dilo
  - Lolo
    - Wagny
    - Lebiyou
    - Bouenguidi

  - Lassio
  - Sebe
    - Loula
    - Lebiri

  - Leyou
  - Lekoni
    - Lekey

  - Lekabi
  - Lekedi
  - Lebombi
  - Mpassa
  - Baniaka
  - Letili
- Nkomi
- Nyanga
  - Moukalaba
    - Ganzi

  - Douli
- Douigni